# Союз-16
Союз-16 — пілотований космічний корабель серії «Союз». Випробування модифікації корабля для запланованого стикування з кораблем «Аполлон» за програмою ЕПАС (Експериментальний політ «Аполлон» — «Союз»)

## Екіпаж
- Основний

Командир Філіпченко Анатолій Васильович
Бортінженер Рукавишніков Микола Миколайович
- Дублерний

Командир Романенко Юрій Вікторович
Бортінженер Іванченков Олександр Сергійович
- Резервний

Командир Джанібеков Володимир Олександрович
Бортінженер Андрєєв Борис Дмитрович.

## Політ
2 грудня 1974 року в 09:40:00 UTC з космодрому Байконур запущено КК Союз-16 з екіпажем Філіпченко, Рукавишніков.
Політ здійснювався як підготовка до спільного радянсько-американського польоту космічних кораблів «Союз» і «Аполлон» зі стикуванням. Космонавти перевірили нову модифікацію «Союза». Під час польоту випробовувались бортові системи, модифіковані відповідно до вимог спільного польоту: стикувальний агрегат для стикування з американським кораблем «Аполлон», системи орієнтації і управління, системи життєзабезпечення. Також перевірялись взаємодія наземних служб СРСР і США.
За 5 діб 22 години 23 хвилини 35 секунд польоту екіпаж і наземні команди успішно виконали всі заплановані завдання.
8 грудня 1974 о 08:03:35 UTC КК Союз-16 успішно приземлився за 30 км на північний схід від міста Аркалик.